# معا وحدنا (فلم)
معاً وحدنا (بالإنجليزية: Alone Together) هو فيلم درامي رومانسي أمريكي لعام 2022، من تأليف وإخراج كيتي هولمز، تم عرضه لأول مرة في مهرجان تريبيكا السينمائي في 14 يوليو 2022. وتم إصداره في الولايات المتحدة في 22 يوليو 2022.

## روابط خارجية
- معا وحدنا على موقع IMDb (الإنجليزية)
- معا وحدنا على موقع ميتاكريتيك (الإنجليزية)
- معا وحدنا على موقع روتن توميتوز (الإنجليزية)
- معا وحدنا على موقع أول موفي (الإنجليزية)
- معا وحدنا على موقع قاعدة بيانات الفيلم (الإنجليزية)
- معا وحدنا على موقع ليتربوكسد (الإنجليزية)
- معا وحدنا على موقع كينوبويسك (الروسية)